# Site de Dayangzhou
Le site de Dayangzhou Chengjia est un site archéologique situé sur la rivière Gan dans la ville de Dayangzhou, comté de Xingan, dans le Jiangxi, en Chine. Le site a été fouillé en 1989 et remonte à environ 1200 avant notre ère. Les riches offrandes d'objets en bronze et en jade en ont fait le deuxième lieu de sépulture le plus riche connu de cette époque après la tombe de Fu Hao. 
Dayangzhou abritait une tombe rectangulaire recouverte d'un tumulus. En grande partie endommagé par les déplacements de sable, la sépulture n'a pas conservé les restes du cercueil, ce qui fait douter à certains archéologues que la découverte soit une tombe. 
Plus de 1000 objets en jade ont été découverts à Dayangzhou. 
Dayangzhou est connu pour son style unique de vaisselle en bronze, avec 54 découvertes; plus de 480 objets en bronze ont été découverts sur le site. Les fondeurs de bronze de Dayangzhou ont copié et maîtrisé les techniques de la culture Erligang, puis se sont concentrés sur les récipients en bronze dans un style distinct. Dayangzhou est associée à la culture de Wucheng. 
Les artefacts de Dayangzhou sont principalement conservés au musée provincial du Jiangxi . 

## Galerie
|                       |
| Two-faced bronze mask |

|                        |
| Bronze tiger with bird |

|                                                |
| Bronze ding with tiger-shaped handles and feet |

|                                         |
| Bronze you tripod with zoomorphic image |

|                 |
| Bronze nao bell |

|                     |
| Proto-porcelain pot |

|               |
| Bronze helmet |

## Voir également
- Panlongcheng
- Sanxingdui